# Hastenrath (Eschweiler)
Hastenrath ist ein südlicher Stadtteil von Eschweiler in der Städteregion Aachen in Nordrhein-Westfalen. Westlich von Hastenrath liegen Obstwiesen und der Eschweiler Stadtwald.

## Geschichte

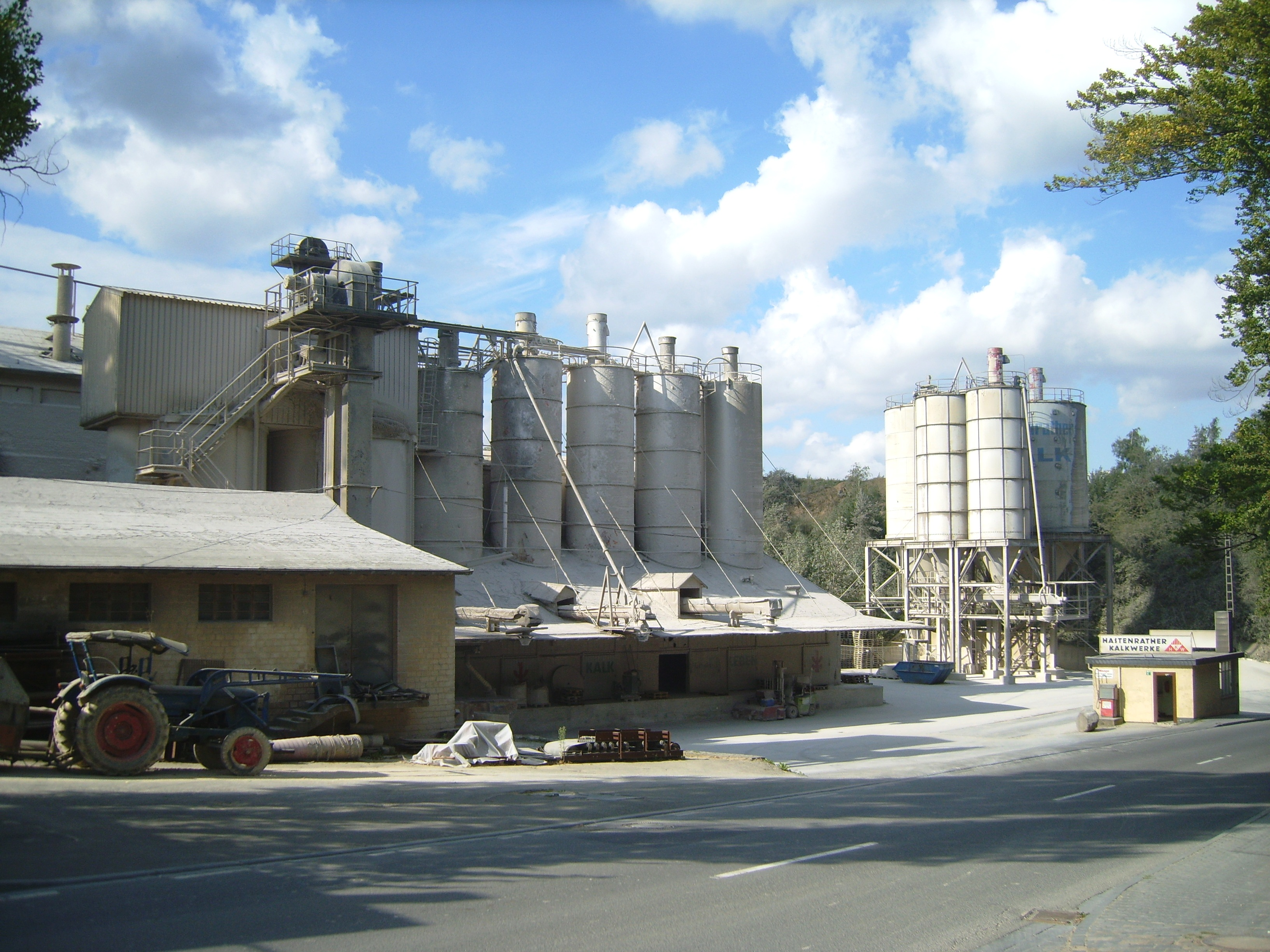
Hastenrather Kalkwerke

Die Geschichte des Ortes reicht bis in die Römerzeit, was Funde, besonders die einer großen Villa rustica mit Hypokaustanlage, eines Kugelnapfes aus blau-grünem Glas und weiterer Glasgegenstände bestätigen. Die Villa rustica wurde 1982 durch das Rheinische Landesmuseum Bonn und durch den Eschweiler Geschichtsverein ausgegraben.
1800 hatte Hastenrath zusammen mit Nothberg rund 1.400 Einwohner und gehörte zum Kanton Eschweiler. 1904 gründete W. Meyer die Hastenrather Kalkwerke. Am 1. Oktober 1932 wurde die Gemeinde Hastenrath zusammen mit dem Amt Nothberg aus dem Kreis Düren in die Stadt Eschweiler eingemeindet. Bis dahin gehörte das Gebiet der 1919 geschlossenen Erzgrube Diepenlinchen zu Hastenrath im sog. „Hastenrather Zipfel“.
Im Oktober 1944 standen im Raum Hastenrath die 12. Infanterie-Division und deren 12. Artillerie-Regiment in schweren Abwehrkämpfen.
In den 1990er-Jahren setzte in Hastenrath eine Welle von Einfamilienhausbauten ein.
Im Juni 2008 konnte Hastenrath/Scherpenseel beim Kreiswettbewerb „Unser Dorf hat Zukunft“ unter zahlreichen Mitbewerbern den 1. Platz belegen.
Am 31. Dezember 2016 hatte der Stadtbezirk Hastenrath 2099 Einwohner.

## Hastenrather Zipfel
Als Hastenrather Zipfel wird ein 268 ha großes Gebiet südlich von Hastenrath bezeichnet. Es gehörte bis 1932 als Teil der Gemeinde Hastenrath zum Amt Nothberg im Kreis Düren und umfasst den Burgholzer Hof, den Niederhof, den Hochweger Hof, den Steffenshof, die Erzgrube Zufriedenheit sowie die Häusergruppen Weißenberg, Diepenlinchen und Burgholz. 1932 wurde der Hastenrather Zipfel in die Gemeinde Gressenich und in die Stadt Stolberg eingemeindet, während das deutlich größere übrige Gebiet Hastenraths zusammen mit Nothberg, Bohl, Volkenrath und Scherpenseel der Stadt Eschweiler zugeschlagen wurde.

## Kirche St. Wendelinus

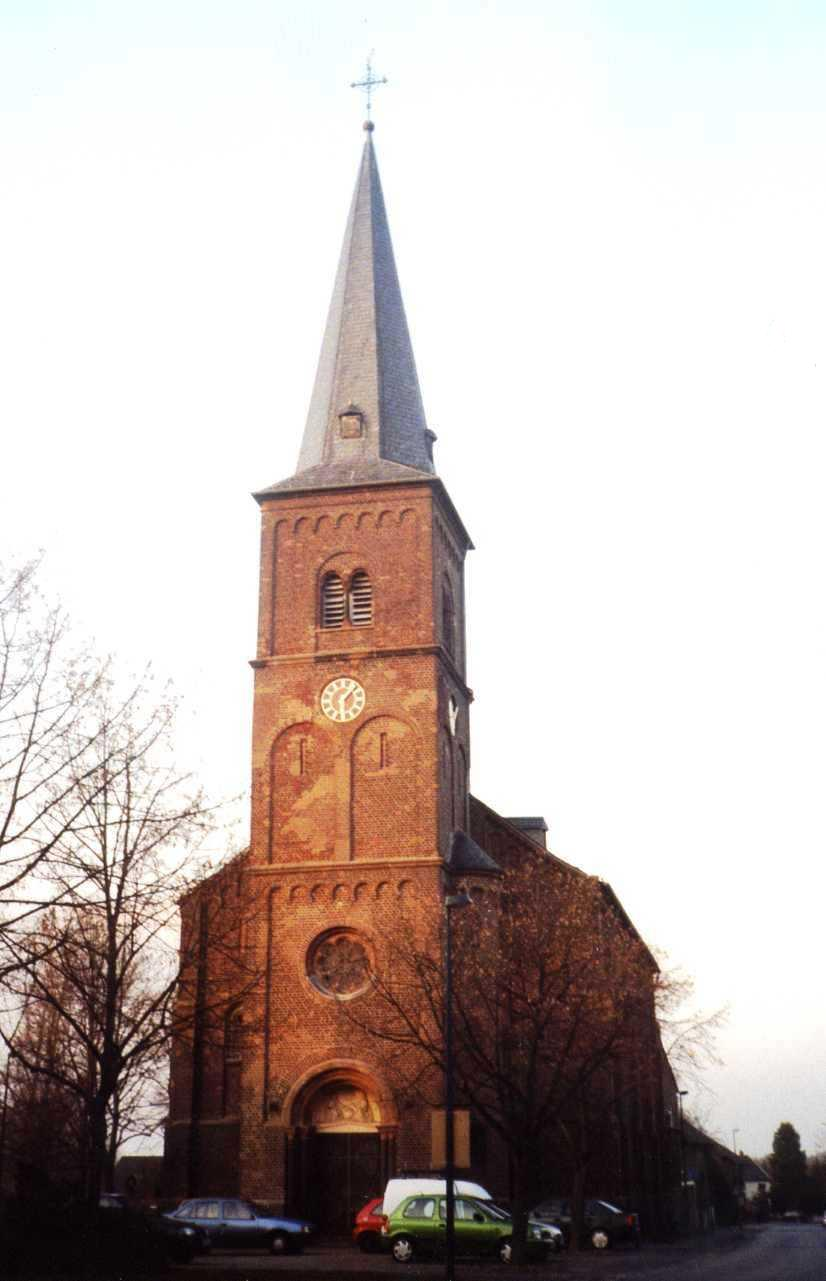
Pfarrkirche St. Wendelinus

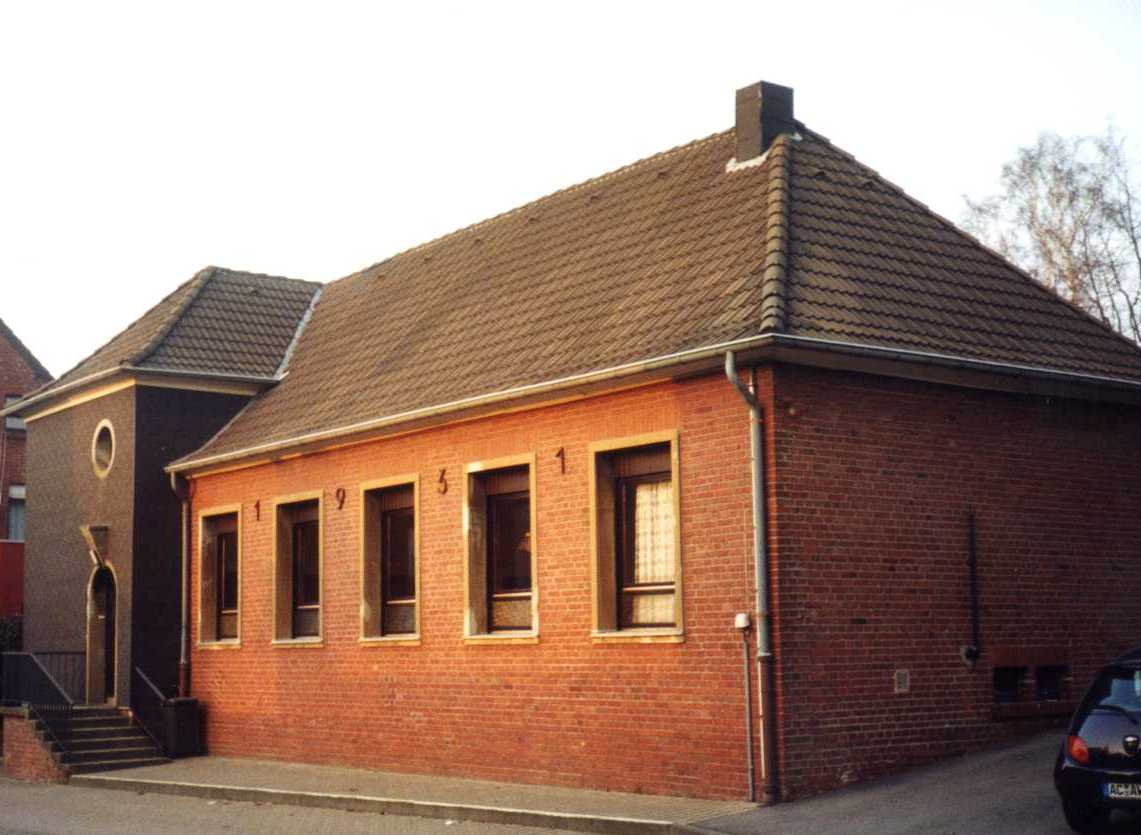
Pfarrheim

Im Jahr 1804 wurde die Pfarrei von Nothberg getrennt und selbständige Gemeinde. Die Kirche St. Wendelinus Hastenrath ist seit 2010 eine Filialkirche der Pfarrei Heilig Geist Eschweiler, zu der auch St. Antonius in Bergrath, St. Barbara in Pumpe-Stich, St. Cäcilia in Nothberg und St. Marien in Röthgen gehören.

## Verkehr
Die beiden Bushaltestellen Bingen und Hastenrath Kirche werden von den Stadtbuslinien EW1 und EW3 der ASEAG bedient und verbinden Hastenrath mit Eschweiler Bushof, Bergrath, Bohl, Volkenrath, Scherpenseel, Werth und Gressenich. Im Tagesverkehr besteht mit beiden Linien ein gemeinsamer Halbstundentakt nach Eschweiler Bushof.
| Linie | Verlauf |
| ----- | --- |
| EW1   | Eschweiler Bushof – Rathaus – Bergrath – Nothberg Knippmühle – Bohl – Volkenrath – Hastenrath – Scherpenseel – (Gressenich Kapelle / Werth Brunnenweg) |
| EW3   | Eschweiler Bushof – Rathaus – Bergrath – Nothberg Knippmühle – Bohl – Volkenrath – Hastenrath – Scherpenseel – Werth Brunnenweg                        |

Zwischen 1898 und 1954 wurde Hastenrath von einer Strecke der Straßenbahn Aachen bedient, zuletzt der Linie 18 von Dürwiß nach Vicht. Die Strecke, deren Bahndamm teilweise heute noch erkennbar ist, verlief in etwa über die heutige Eifelstraße, den Fußweg westlich der Quellstraße bis Im Kuckuck und weiter entlang des Hamicher Wegs in Richtung Scherpenseel und Gressenicher Mühle. Neben dem Personenverkehr diente sie auch dem Güterverkehr, insbesondere dem Abtransport von Sand und Steinen aus den Steinbrüchen im Tal des Omerbachs zwischen Scherpenseel und Hamich.
Die nächste Autobahn-Anschlussstelle ist Eschweiler-Ost an der A 4, die nächsten Bahnhöfe sind Eschweiler Hbf und der Euregiobahn-Haltepunkt Eschweiler-Nothberg.

## Persönlichkeiten
- Paul Schaaff (1885–1966), Landrat des Kreises Düren
- Peter Schoenen (1952–2014), Lehrer, Schriftsteller und Sachbuchautor, wuchs im Killewittchen auf

## Vereine
- Karnevalsgesellschaft KG Eefelkank Hastenrath e. V. von 1938 („Kante zur Eifel“ wegen der Lage Hastenraths am Eifelfuß)
- SC 1912 Berger Preuß e. V. (ehemals: FC Preussen 1912 Hastenrath e. V. und SV Nothberg 1912 e. V.)
- Männergesangverein Cäcilia Hastenrath 1858
- Trompeterkorps Eefelkank e. V. von 1959